# دراغان غوغليتا
دراغان غوغليتا (بالصربية السيريلية: Драган Гуглета؛ مواليد 17 يوليو 1941) هو لاعب كرة قدم ومدرب يوغوسلافي وصربي سابق، لعب في مركز الهجوم، وبرز في ستينيات وسبعينيات القرن العشرين. مثّل منتخب يوغوسلافيا دوليًا، وشارك مع عدد من الأندية داخل يوغوسلافيا وخارجها، قبل أن ينتقل إلى مجال التدريب ويحقق نجاحات في منطقة الشرق الأوسط وشمال أفريقيا.

## مسيرته الكروية
بدأ غوغليتا مسيرته الاحترافية مع نادي أو إف كيه بيوغراد، حيث لعب في صفوف الفريق من عام 1962 حتى 1967. وخلال هذه الفترة، شارك في أكثر من 100 مباراة في الدوري اليوغوسلافي الأول، وساهم في تحقيق الفريق لقب كأس يوغوسلافيا في موسم 1965–1966، حيث كان من الركائز الأساسية لتشكيلة الفريق.
في عام 1967، انتقل غوغليتا إلى فرنسا للعب مع نادي ستراسبورغ، حيث قضى موسمين مع الفريق في الدوري الفرنسي. وبعد تجربته الفرنسية، عاد إلى يوغوسلافيا للعب فترة قصيرة مع أوليمبيا ليوبليانا، ثم عاد مجددًا إلى نادي أو إف كيه بيوغراد، النادي الذي شهد أبرز فتراته. اختتم مسيرته كلاعب مع نادي بوراك بانيا لوكا، قبل أن يعتزل كرة القدم عام 1974.

## مسيرته الدولية
شارك جوجليتا مع منتخب يوغوسلافيا الوطني في الفترة بين 1965 و1966، وظهر في 8 مباريات دولية، سجل خلالها هدفين.  كانت مشاركاته ضمن اللقاءات الودية والتصفيات الأوروبية، وجاءت آخر مباراة له بقميص المنتخب في نوفمبر 1966، وكانت ودية خارج الأرض ضد منتخب بلغاريا.

## المهنة الإدارية
بعد اعتزاله، اتجه غوغليتا إلى التدريب، حيث شغل منصب المدير الفني للعديد من الأندية في كل من الشرق الأوسط وشمال أفريقيا. تولى قيادة أندية في تونس والكويت والإمارات العربية المتحدة وقطر وليبيا، وأسهم في تطوير العديد من الفرق في تلك الدوريات.
وكان من أبرز إنجازاته على الصعيد المحلي في يوغوسلافيا، قيادته نادي راد إلى المركز الرابع في الدوري اليوغوسلافي الأول خلال موسم 1988–1989، وهو ما مكّن الفريق من التأهل إلى المنافسات الأوروبية لأول مرة في تاريخه.